# Zemědělská účetní datová síť

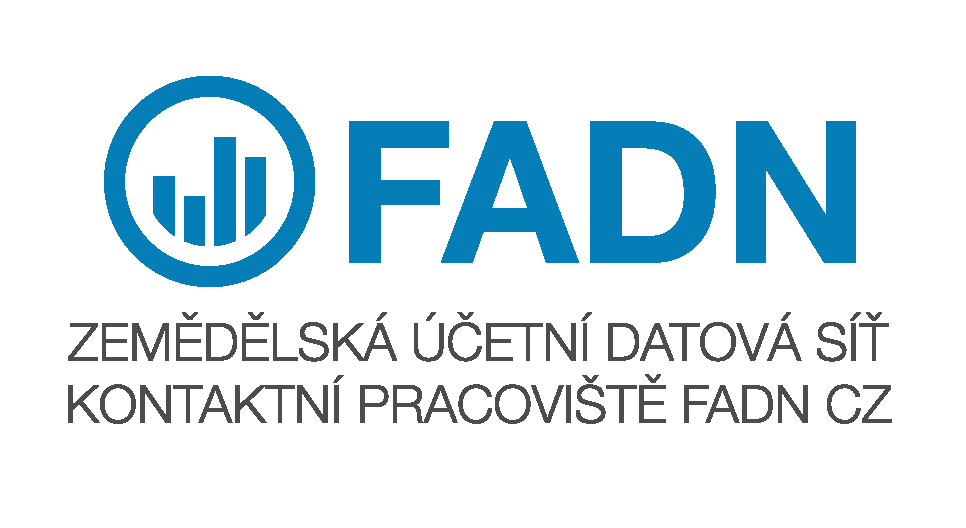
Logo Zemědělské účetní datové sítě (FADN CZ)

Zemědělská účetní datová síť, anglicky Farm Accountancy Data Network (FADN), představuje unikátní systém, který je hlavním zdrojem mikroekonomických informací o hospodářské situaci zemědělských podniků v Evropské unii. Prakticky se jedná o výběrové šetření výrobních a ekonomických výsledků hospodaření reprezentativního souboru zemědělských podniků, které je každoročně prováděno ve všech členských zemích EU. Jedinečnost systému FADN spočívá zejména v jednotné metodice nezávislé na národních účetních standardech, díky níž lze relevantním způsobem porovnávat ekonomické výsledky zemědělských podniků napříč všemi členskými státy EU. Kontaktní pracoviště FADN ČR v Ústavu zemědělské ekonomiky a informací (ÚZEI) zajišťuje provoz, metodické řízení a rozvoj sítě FADN v České republice.

## Historie FADN v ČR
V České republice byly základy Zemědělské účetní datové sítě FADN CZ vytvářeny již od roku 1994, kdy v rámci tzv. sítě testovacích podniků prováděl tehdejší Výzkumný ústav zemědělské ekonomiky (VÚZE) výběrová šetření hospodářských výsledků v zemědělství. V roce 2003 pak došlo z rozhodnutí Ministra zemědělství ČR k vytvoření Kontaktního pracoviště FADN ČR ve VÚZE. Šetření FADN je vymezeno legislativou EU a vyhláškou Ministerstva zemědělství č. 173/2004 Sb. o způsobu a rozsahu vyžadování údajů Výzkumným ústavem zemědělské ekonomiky (nyní Ústav zemědělské ekonomiky a informací).

## Základní činnosti Kontaktního pracoviště FADN ČR
- Organizace výběrového šetření hospodářských výsledků zemědělských podniků v České republice podle standardů a metodiky EU.
- Verifikace dat a jejich předávání v požadovaném formátu, termínu a kvalitě do databáze Generálního ředitelství EK pro zemědělství a rozvoj venkova.
- Zajištění fungování Národní komise FADN ČR po organizační i věcné stránce.
- Zastupování ČR v Řídícím výboru FADN Evropské komise a zajištění implementace rozhodnutí tohoto výboru v ČR.
- Zabezpečení využití dat FADN odbornou veřejností v ČR včetně distribuce dat formou tištěných publikací a elektronickými médii.[3]

### Harmonizovaná metodika
Systém FADN zajišťuje pomocí harmonizované metodiky reprezentativní údaje z hlediska zastoupení jednotlivých typů výrobního zaměření, ekonomické velikosti i regionálního rozmístění zemědělských podniků. Šetření FADN se vztahuje na zemědělské podniky, které lze, vzhledem ke své velikosti, považovat za komerční. Speciální klasifikační systém zemědělských podniků umožňuje zařadit každý zemědělský podnik podle jeho ekonomické velikosti do 14 velikostních tříd a podle jeho specializace do 8 typů výrobních zaměření. Jednotná metodika výpočtu výsledků, které jsou sestaveny do tzv. Standardního výstupu, umožňuje porovnání údajů napříč všemi státy Evropské unie.

### Ochrana individuálních dat
Na individuální údaje, které jsou získané prostřednictvím šetření Zemědělské účetní datové sítě FADN CZ, se vztahuje zákonná ochrana dat. Tato ochrana dat zaručuje, že individuální údaje nejsou předávány třetím stranám, a že jsou zveřejňovány pouze v agregované podobě.

## Uplatnění v ČR
Výsledky zpracované Kontaktním pracovištěm FADN ČR jsou v České republice intenzivně využívány, zejména Ministerstvem zemědělství ČR, pro posouzení ekonomické situace zemědělských podniků a pro přípravu, resp. hodnocení dopadu opatření přijatých v rámci společné zemědělské politiky, pro řešení aktuálních problémů, analýz a prognóz zemědělské politiky. Kontaktní pracoviště FADN ČR dále poskytuje důležité vstupy pro Český statistický úřad do dalších zemědělských statistik. Významnou roli hrají data FADN v rámci řady výzkumných projektů a dále také v oblasti zemědělského poradenství.
Kontaktní pracoviště FADN ČR usiluje o to, aby výsledky šetření byly užitečné pro širokou veřejnost, a především pro samotné zemědělské podniky. Publikace s výsledky FADN je každoročně k dispozici všem subjektům zapojeným do šetření. Hlavním zdrojem informací z šetření FADN je veřejná databáze FADN přístupná přes webové stránky. Databáze FADN poskytuje širokou škálu informací, od výnosů, cen zemědělských výrobců a ukazatelů užitkovosti, až po nákladové položky a ekonomické výsledky hospodaření. Komparace výsledků (benchmarking) se skupinou podobných subjektů, či se skupinou zvolenou podle vlastních požadovaných kritérií (např. region, výrobní zaměření, zemědělská výrobní oblast, ANC (LFA) atd.) slouží jako užitečný podklad pro rozhodování na úrovni managementu podniků.